# Neundorf (Mitwitz)
Neundorf ist ein Gemeindeteil des Marktes Mitwitz im oberfränkischen Landkreis Kronach in Bayern.

## Geographie
Das Dorf liegt an der Föritz und der daran angrenzenden Föritzau, die ein Naturschutzgebiet ist. Die Kreisstraße KC 14 führt nach Mitwitz zur Staatsstraße 2208 (1,4 km südlich) bzw. direkt zur St 2208 (0,9 km westlich). Gemeindeverbindungsstraßen verbinden mit Bächlein (2 km östlich) und Schwärzdorf (1,1 km nordwestlich).

## Geschichte
Die Geschichte des Ortes geht bis in das 11. Jahrhundert zurück. Erste urkundliche Erwähnung war im Jahr 1266, anlässlich einer Stiftung der Witwe Adelheid von Schaumberg und ihrer Söhne Heinrich und Eberhard, die sie mit einer jährlichen Geldsumme von einem Talent von einer Hufe in „Novwendorf“ ausstatteten. Die Herren von Schaumberg waren besaßen das Mitwitzer Rittergut einschließlich Gericht und Halsgericht.
Gegen Ende des 18. Jahrhunderts gab es in Neundorf 23 Anwesen (1 Hof, 6 Güter, 6 halbe Güter, 3 Sölden, 4 Tropfhäuser, 2 Häuser, 1 Mahlmühle) und eine Gemeindeschmiede. Das Hochgericht übte das Halsgericht Mitwitz aus. Die Dorf- und Gemeindeherrschaft sowie die Grundherrschaft hatte die Herrschaft Mitwitz inne.
Infolge des Reichsdeputationshauptschlusses kam Neundorf im Jahr 1806 zum Kurfürstentum Bayern. Mit dem Gemeindeedikt wurde 1808 der Steuerdistrikt Neundorf gebildet, zu der Angerwustung, Bätzenwustung, Bohlswustung, Dickenwustung, Hüttenwustung und Reuterwustung und Schwärzdorf gehörten. Mit dem Zweiten Gemeindeedikt (1818) entstand die Ruralgemeinde Neundorf. Sie war in Verwaltung und Gerichtsbarkeit dem Herrschaftsgericht Mitwitz zugeordnet und in der Finanzverwaltung dem Rentamt Kronach (1919 in Finanzamt Kronach umbenannt). 1849 wurde das Herrschaftsgericht aufgelöst und Neundorf dem Landgericht Kronach überwiesen. In der ersten Hälfte des 19. Jahrhunderts wurden auf dem Gemeindegebiet Schnitzerswustung gegründet. Ab 1862 gehörte Neundorf zum Bezirksamt Kronach (1939 in Landkreis Kronach umbenannt). Die Gerichtsbarkeit blieb beim Landgericht Kronach (1879 in das Amtsgericht Kronach umgewandelt). Die Gemeinde hatte eine Fläche von 5,706 km².
Am 1. Juli 1971 wurde im Zuge der Gebietsreform in Bayern Schwärzdorf mit Wolfsberg nach Neundorf eingegliedert. Am 1. Januar 1974 erfolgte die Eingliederung der Gemeinde Neundorf nach Mitwitz.
Im Ort produzierte bis 2021 die Franken-Bräu-Brauerei.

### Baudenkmäler
In der Bayerischen Denkmalliste sind sechs Baudenkmäler aufgeführt:
- Drei Wohnstallhäuser
- Brunnenbecken
- Brauerei Frankenbräu
- Ehemalige Gaststätte Frankenbräu

### Einwohnerentwicklung
Gemeinde Neundorf
| Jahr      | 1818  | 1840   | 1852   | 1855   | 1861   | 1867   | 1871   | 1875   | 1880   | 1885   | 1890   | 1895   | 1900   | 1905   | 1910   | 1919   | 1925   | 1933   | 1939   | 1946   | 1950   | 1952   | 1961  | 1970   |
| Einwohner | 130   | 167    | 174    | 182    | 171    | 172    | 169    | 180    | 175    | 164    | 158    | 160    | 179    | 189    | 191    | 204    | 199    | 214    | 205    | 350    | 354    | 351    | 346   | 334    |
| Häuser    | 25    |        |        |        |        |        | 33     |        |        | 33     | 33     |        | 33     |        |        |        | 38     |        |        |        | 48     |        | 62    |        |
| Quelle    | [ 6 ] | [ 11 ] | [ 11 ] | [ 11 ] | [ 12 ] | [ 13 ] | [ 14 ] | [ 15 ] | [ 16 ] | [ 17 ] | [ 18 ] | [ 11 ] | [ 19 ] | [ 11 ] | [ 20 ] | [ 11 ] | [ 21 ] | [ 11 ] | [ 11 ] | [ 11 ] | [ 22 ] | [ 11 ] | [ 7 ] | [ 23 ] |

Ort Neundorf
| Jahr      | 001818 | 001861 | 001871 | 001885 | 001900 | 001925 | 001950 | 001961 | 001970 | 001987 |
| Einwohner | 130    | 163    | 163    | 157    | 174    | 192    | 339    | 321    | 312    | 335    |
| Häuser    | 25     |        |        | 32     | 32     | 37     | 45     | 57     |        | 95     |
| Quelle    | [ 6 ]  | [ 12 ] | [ 14 ] | [ 17 ] | [ 19 ] | [ 21 ] | [ 22 ] | [ 7 ]  | [ 23 ] | [ 24 ] |

## Religion
Der Ort ist seit der Reformation evangelisch-lutherisch geprägt und nach St. Jakob (Mitwitz) gepfarrt.